# José María Murià Rouret
José María Murià Rouret (ciutat de Mèxic, 17 d'agost de 1942) és un historiador, escriptor, museògraf, catedràtic, articulista, i acadèmic mexicà que ha centrat les seves recerques en la història de Jalisco, els esdeveniments de Nova Galícia, l'evolució territorial de l'estat de Jalisco, l'origen de la charrería i el desenvolupament del tequila.

## Estudis
Fill del militant d'Estat Català Josep Maria Murià i Romaní i de l'escalenca Anna Rouret. Va realitzar els seus primers estudis en la Ciutat de Mèxic al Col·legi Williams i en l'Escola Nacional Preparatòria 5, però es va traslladar a Guadalajara per continuar en l'Escola Preparatòria de Jalisco i ingressar a la Facultat de Filosofia i Lletres de la Universitat de Guadalajara on va obtenir la llicenciatura en Història el 1966. Va obtenir el doctorat en història L Colegio de México el 1969.

## Docència i acadèmic
En 1963 va començar a impartir classes a l'Escola Preparatòria de Jalisco, a l'Escola d'Arquitectura de la Universitat de Guadalajara, en l'Institut Alfonso Reyes, a l'Escola Nacional d'Antropologia i Història, en l'Institut de Recerques Dr. José María Luis Mora, en l'Institut Matías Romero, en la Universitat de Guadalajara, al Colegio de Jalisco. Ha estat professor visitant en la Universitat de Monterrey, en la Universitat de Puerto Rico, en la Universitat Autònoma de Baixa Califòrnia i en la Universitat Nacional Autònoma de Mèxic.
Ingressà a l'Acadèmia Mexicana de la Història el 1993, ocupa la cadira Núm 30, la seva lectura de treball fou Centralismo e historia. Fou president del Colegio de Jalisco de 1991 a 2005 í president del Consell de Cronistes de la ciutat de Guadalajara de 1993 a 1995. Fou director general de l'Arxiu, Biblioteca i Publicacions de la Secretaría de Relaciones Exteriores i secretari tècnic de la Comissió Nacional Commemorativa del V Centenari de l'Encuentre de Dos Móns. Fou curador del Museu Regional de Guadalajara.

## Articulista i investigador
Com a articulista ha col·laborat per als periòdics Uno más uno, El Informador, Reforma, El Norte de Monterrey, a les revistes Mural, Siempre!, i Vallarta Opina. En 1990 fundà la revista d'edició trimestral Estudios Jaliscienses. Durant 2002 i 2003 fou moderador del programa televisiu Páginas de Muriá.
Ha col·laborat per al Centre Regional d'Occident de l'Instituto Nacional de Antropología e Historia, ha estat membre i conseller de diverses comissions o consells, entre ells el Consell Consultiu del Centre de Recerques Regionals de Aguascalientes, la Comissió Dictaminadora de l'Institut de Recerques Històriques de la UNAM, la Comissió Dictaminadora Editorial de l'Institut de Geografia de la UNAM, del Consell del Fons Estatal de la Cultura i les Arts de Jalisco. Ha estat membre representant en diverses reunions i conferències internacionals a l'Argentina, República Dominicana, Costa Rica, Veneçuela, i Espanya. És membre del Sistema Nacional de Investigadores
En 1996 va rebre el Premi Joan B. Cendrós d'Òmnium Cultural de Barcelona.
De 2004 a 2006 fou regidor del municipi de Zapopan (Jalisco). El 2009 va rebre la Creu de Sant Jordi.

## Obres
- Enrique Díaz de León y la Universidad de Guadalajara (1966)
- Lecturas históricas de Jalisco (1981-1982)
- Breve historia de Guadalajara (1982)
- La independencia de la Nueva Galicia (1986)
- Jalisco, una historia compartida (1987)
- Brevísima historia de Guadalajara (1988)
- El tequila: boceto histórico de una industria (1990)
- El territorio de Jalisco (1990)
- Jalisco, una revisión histórica (1992)
- Viajeros por Jalisco (1992)
- Breve historia de Jalisco (1994)
- Una bebida llamada tequila (1996)
- Los límites de Jalisco (1998)
- Historia de Zapopan (2006)
- Esencia de Jalisco (2008)
- Desacralización del municipio (2008)